# Belleserre
 Belleserre  là một xã trong tỉnh Tarn thuộc vùng Occitanie ở miền nam nước Pháp. Xã này nằm ở khu vực có độ cao trung bình 300 mét trên mực nước biển.

## Di tích.

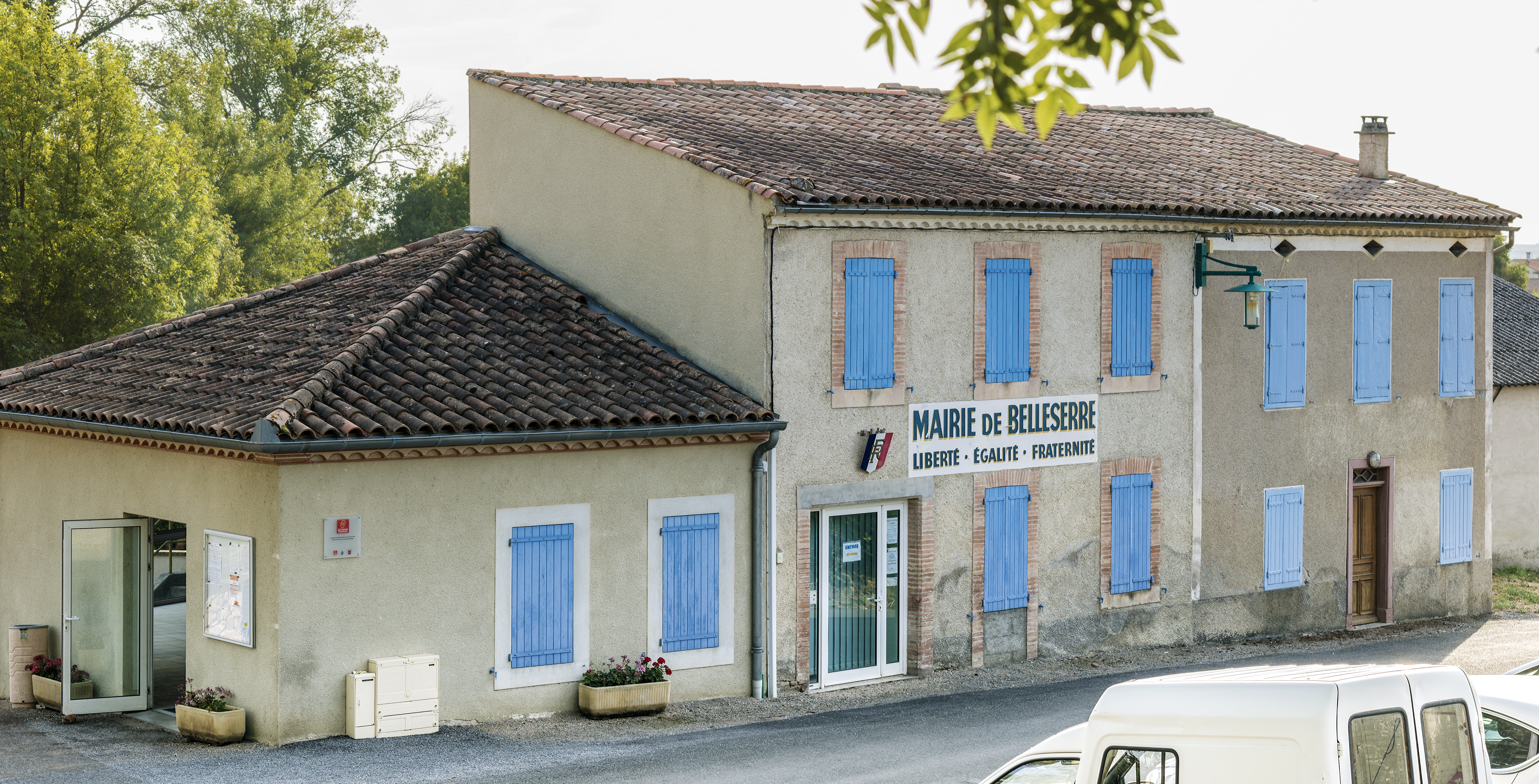
Tòa thị chính.
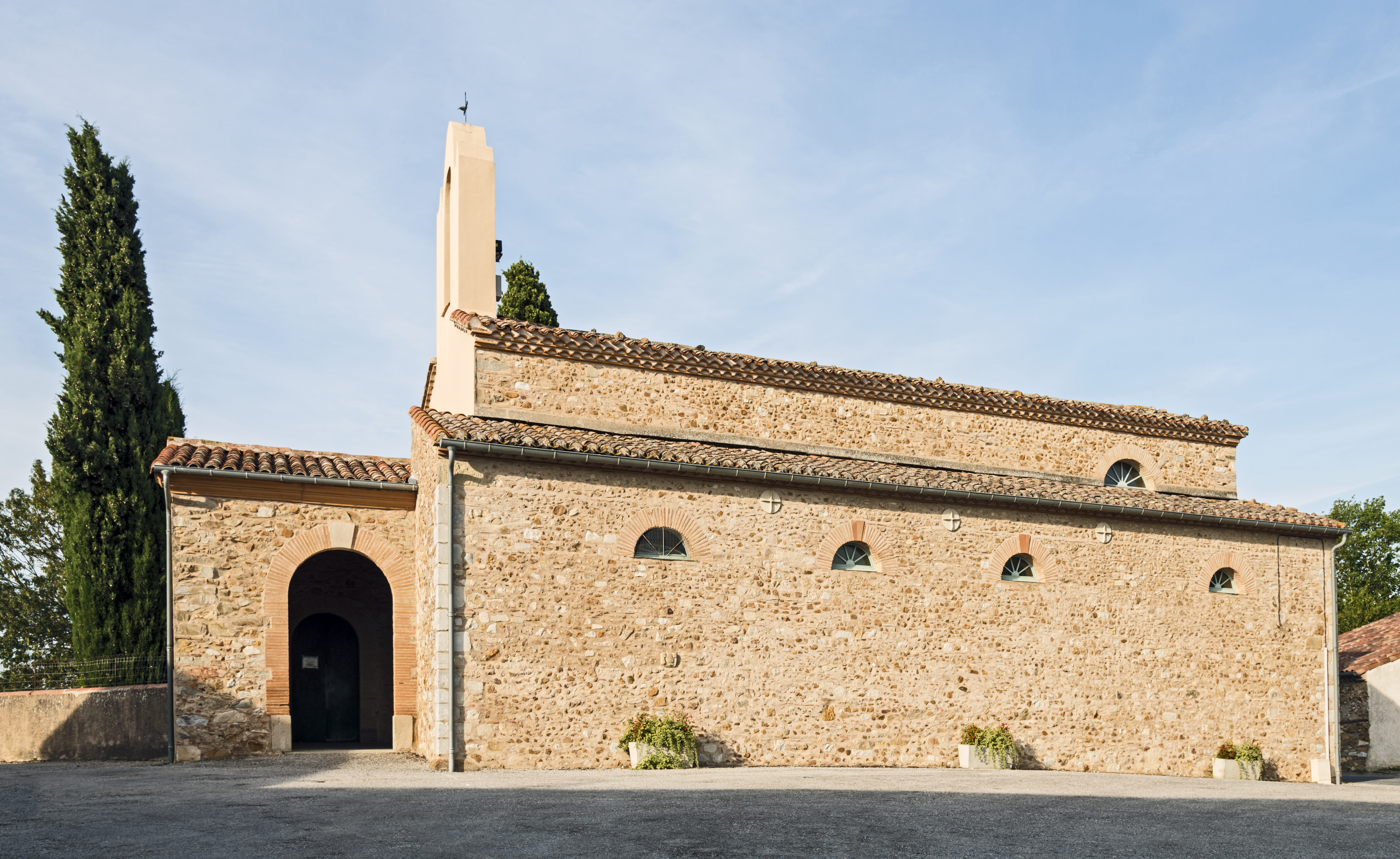
Nhà thờ.
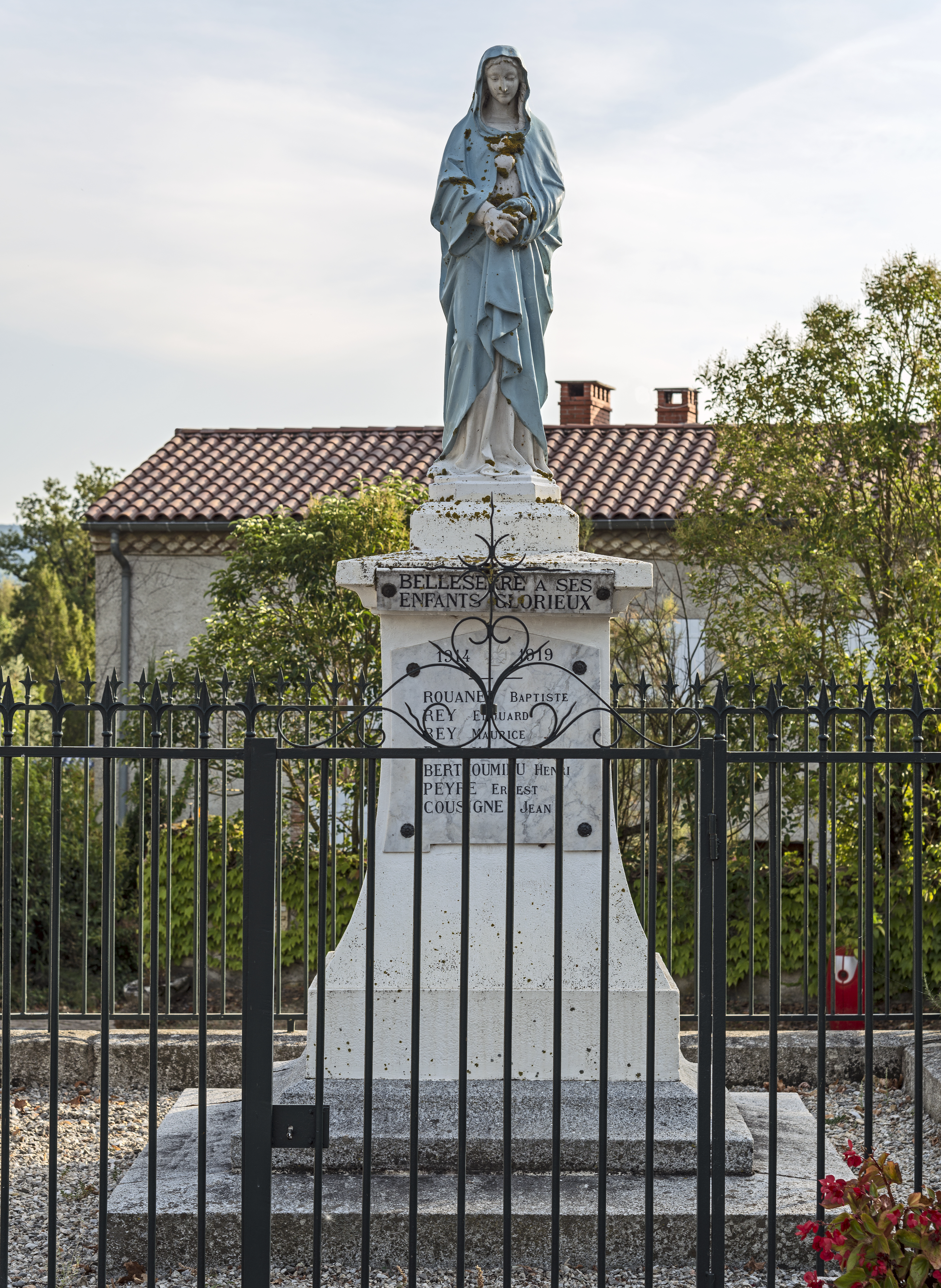
Đài tưởng niệm